# Apache Logging
Apache Logging, appelé aussi Apache Logging Services, est un projet de la fondation Apache visant à fournir des bibliothèques de journalisation pour différents langages de programmation, ainsi que des applications pour les exploiter.

## Sous-projets
Le projet Apache Logging comprend les sous-projets suivants :
- log4j, une bibliothèque pour Java
- log4php, une bibliothèque pour PHP
- log4net, une bibliothèque pour .NET
- log4cxx, une bibliothèque pour C++
- chainsaw, une application permettant l'exploitation visuelle de fichiers générés par log4j
- log4j extras, une bibliothèque fournissant des fonctionnalités supplémentaires à log4j 1.2. Ces fonctionnalités sont issues du développement de log4j 1.3, qui a été annulé au profit de log4j 2.0, qui est en cours de développement.